# DWS足球會
強大意志力阿姆斯特丹足球會（荷蘭語：Amsterdamsche Football Club Door Wilskracht Sterk），也稱為DWS足球會，是一家位於荷蘭阿姆斯特丹的足球會，目前參加荷蘭第六級別業餘足球聯賽比賽。
DWS足球會成立於1907年10月11日，由Robert Beijerbacht、Theo Beijerbacht和 Jan van Galen三人以Fortuna的名義成立，不久後改名為Hercules。球隊穿著藍白條紋襯衫和白色短褲，1909年3月 22日，正式更名為DWS，襯衫顏色變為藍色和黑色垂直條紋。
1954年，球隊進入職業化，於阿姆斯特丹奧林匹克體育場作為主場，1958年與BVC阿姆斯特丹合併為DWS/A，該名稱於1962年被刪除並重新成為DWS。DWS於1964年成為荷甲冠軍，他們以荷乙冠軍身份奪冠，這是荷蘭足球歷史上第三隊以升班馬身份奪得荷甲冠軍，之前為1918年的阿積士及1948年的S.V.V.。

## 榮譽
- 荷蘭甲組足球聯賽冠軍: 1
  - 1963–64
- KNVB盃西部一區冠軍: 1
  - 1983

## 外部鏈接
- Official website （页面存档备份，存于） （荷蘭語）